# Peter Allet
Peter Allet (* um 1510 im Bezirk Leuk; † zwischen 24. März und 18. Mai 1569) war ein Walliser Landeshauptmann und gehörte zu den führenden Vertretern des reformierten Glaubens in Leuk.

## Leben

### Familie
Peter Allet entstammte einem der einflussreichsten Leuker Patriziergeschlechter und war der Sohn seines gleichnamigen Vaters Peter Allet, Meier von Leuk und dessen Ehefrau Perrina (geb. de Berterinis).
Er heiratete zwischen 1530 und 1540 eine Enkelin von Thomas von Riedmatten aus Visp; gemeinsam hatten sie vier Kinder. Zu diesen gehörte unter anderem:
- Bartholomäus Allet, Landvogt, Bannerherr und Offizier in fremden Diensten.

Seine Nachfahren bekannten sich im 16. und 17. Jahrhundert während drei Generationen zum neuen Glauben.

### Werdegang
Er erhielt 1525 seine Tonsur und wurde später bischöflicher Mistral im Zehnden Leuk.
Von 1542 bis 1544 war er Landvogt von Saint-Maurice und in den Jahren 1548, 1551 und 1560 Meier von Leuk.
Er wurde 1554 Bannerherr von Leuk und war in der Zeit von 1557 bis 1558 Landvogt von Evian, bevor er in den Jahren 1558 bis 1559, 1564 bis 1565 und 1568 bis 1569 Walliser Landeshauptmann wurde.
Peter Allet unterzeichnete am 4. März 1569 den Vertrag von Thonon, in dem das Wallis die Landvogteien Evian und die Vallée d’Aulps an Savoyen abtrat und sich Monthey einverleibte; der Vertrag von Thonon legte die Grenzen des künftigen Kantons Wallis im Chablais endgültig fest.